# سکرینیانو
سکرینیانو (به بلغاری: Skrinyano) یک منطقهٔ مسکونی در بلغارستان است که در شهرستان کیوستندیل واقع شده‌است.